# جيمي ستوت
جيمي ستوت (بالإنجليزية: Jamie Stott)‏ هو لاعب كرة قدم بريطاني في مركز الدفاع، ولد في 22 ديسمبر 1997 في Failsworth ‏ في المملكة المتحدة. لعب مع أولدهام أثلتيك.

## وصلات خارجية
- جيمي ستوت على موقع قاعدة بيانات كرة القدم.إي يو (الإنجليزية)
- جيمي ستوت على موقع Soccerbase.com (لاعب) (الإنجليزية)
- جيمي ستوت على موقع Soccerway.com (الإنجليزية)